# Bye Bye Germany
Bye bye Germany (Es war einmal in Deutschland..., che letteralmente significa "C'era una volta in Germania") è un film commedia drammatica del 2017 diretto da Sam Garbarski.  Il film è tratto dai romanzi Die Teilacher e Machloikes di Michel Bergmann, che ha lavorato anche alla sceneggiatura del film. Il film è stato presentato il 10 febbraio 2017 al Festival di Berlino 2017 ed è stato trasmesso il 14 gennaio 2021 su Rai 3.

## Trama
In un campo profughi organizzato dagli Stati Uniti a Francoforte sul Meno, nel 1946, sono ospitati alcuni ebrei tedeschi sopravvissuti all'Olocausto i quali desiderano tutti emigrare il prima possibile negli Stati Uniti, ma non hanno il danaro necessario per farlo. Uno di essi, David Bermann, unico sopravvissuto di una famiglia che un tempo possedeva un rinomato negozio di tessuti a Francoforte, vuole ritornare a esercitare la vecchia attività, ma le autorità di occupazione americane gli rifiutano la licenza commerciale. Bermann si rivolge perciò a Fajnbrot, anch'egli rifugiato, perché agisca da prestanome e assume altri rifugiati perché agiscano da "magliari" per la vendita di biancheria di dubbia qualità ai tedeschi. Gli affari procedono bene, ma David viene convocato dalle autorità di occupazione con l'accusa di aver collaborato con i nazisti. L'inchiesta nei suoi confronti è condotta da Sara Simon, una giovane ebrea la cui famiglia era emigrata negli Usa dalla Germania.
Nei diversi incontri con l'autorità inquirente, Bermann racconta che i suoi contatti con i nazisti erano avvenuti nel campo di concentramento dove le sue doti umoristiche erano state apprezzate dall'Obersturmbannführer Otte il quale lo aveva utilizzato come animatore in uno spettacolo natalizio dedicato alle guardie del campo e, successivamente, gli aveva comandato di insegnare a Hitler l'arte di raccontare barzellette in vista di un incontro con Mussolini. Per quest'ultimo compito a Bermann fu fornita una falsa identità (tedesca non ebrea). Bermann afferma di aver programmato anche l'uccisione di Hitler; ma poi l'incontro con Hitler era saltato, e Bermann era riuscito a fuggire.
Nel frattempo i suoi amici rifugiati, ciascuno dei quali ha avuto lutti e sofferenze ad opera dei nazisti, si insospettiscono per le frequenti assenze di Bermann e questi dice loro che ha una fidanzata. Krautberg, un collega di Bermann, afferma di aver riconosciuto in un venditore di giornali un criminale nazista, uno Scharführer responsabile fra l'altro della morte dei suoi familiari. Una notte viene incendiata l'edicola e nel rogo muore l'edicolante. L'indomani i quotidiani riportano il nome dell'edicolante morto: un nome tipicamente ebraico. Per il rimorso di aver causato la morte di un innocente, Krautberg si impicca; si scoprirà poco dopo che in realtà l'edicolante era veramente uno Scharführer il quale aveva rubato l'identità di una delle sue vittime.
Sara Simon comincia a credere nell'innocenza di Bermann; per averne la certezza prepara un confronto con l'Obersturmbannführer Otte, imputato a Norimberga. La testimonianza del nazista scagiona Bermann. Alla vista del nazista, però, Bermann è sconvolto e cerca di ucciderlo. Il giorno successivo Sara Simon incontra David Bermann. Più tardi i due trascorrono la notte insieme. David racconta a Sara che Otte aveva ucciso suo fratello e che lui aveva il rimorso di "aver fatto il pagliaccio per l'assassino di mio fratello".
Qualche tempo dopo i profughi sono alla vigilia della loro partenza per l'America. Partono tutti tranne David Bermann il quale intende riaprire il negozio di tessuti familiare a Francoforte. I suoi amici promettono di aiutarlo economicamente dagli Stati Uniti e danno il loro arrivederci alla Germania con un brindisi ("Bye Bye Germania"). La scritta finale recita: "Circa 4000 ebrei rimasero in Germania dopo la seconda guerra mondiale. Nessuno di loro ha saputo spiegare il motivo ai propri figli".

## Premi
Nella 9ª edizione dei Premi Magritte (2019) Nathalie Leborgne è stata premiata per i migliori costumi; Sam Garbarski, Tania Garbarski e Véronique Sacrez sono stati condidati rispettivamente per la migliore sceneggiatura originale o adattamento, la migliore attrice non protagonista, la migliore scenografia.
Bye Bye Germany è stato premiato come miglior film al Den norske filmfestivalen (Festival cinematografico internazionale norvegese in Haugesund) 2017 